# 鶴浦駅
鶴浦駅（ハクポえき、朝鮮語: 학포역）は、朝鮮民主主義人民共和国咸鏡北道会寧市鶴浦里にある、朝鮮民主主義人民共和国鉄道省咸北線の鉄道駅である。

## 歴史
- 1920年1月5日：開業[1]。

## 隣の駅
朝鮮民主主義人民共和国鉄道省
咸北線
新鶴浦駅 - 鶴浦駅 - 新田駅